# Pilea barahonensis
Pilea barahonensis är en nässelväxtart som beskrevs av Ignatz Urban. Pilea barahonensis ingår i släktet pileor, och familjen nässelväxter. Inga underarter finns listade i Catalogue of Life.